# Aérospatiale SA 321
Die Aérospatiale SA 321 Super Frelon („Super-Hornisse“) ist ein mittelschwerer Transporthubschrauber des französischen Herstellers Aérospatiale. Die Aufgaben des Hubschraubers umfassen die Bereiche Transport, Rettung (SAR) sowie U-Boot-Bekämpfung.

## Geschichte
Mitte der 1950er Jahre suchten die französische Armee nach einem neuen Großhubschrauber, worauf SNCASE das Projekt X 316 vorschlug und Anfang 1956 den Auftrag zum Bau zweier als Sud-Aviation SA 3200 Frelon bezeichneten Prototypen erhielt. Dieser Hubschrauber der 7-Tonnen-Klasse absolvierte am 10. Juni 1959 mit Jean Boulet, Roland Coffignot, Joseph Turchini und Jean-Marie Besse an Bord in Le Bourget seinen Erstflug. Der mit einem Vierblattrotor und kurzem Heckausleger ausgerüstete Hubschrauber erfüllte jedoch nicht die Erwartungen, und so wurde im April 1960 ein überarbeiteter und wesentlich größerer Entwurf von der inzwischen in Sud Aviation umbenannten Firma erarbeitet. Die offizielle Entwicklung des nun SA 3210 genannten Hubschraubers begann im April 1961 unter der Leitung des Chefingenieurs René Mouille, wobei Sikorsky mit der Entwicklung des Sechsblattrotors und Fiat mit dem Getriebe beauftragt wurden. Der erste Prototyp absolvierte am 7. Dezember 1962 in Marignane mit der gleichen Besatzung an Bord seinen Erstflug. Der Erstflug des zweiten Prototyps, einer Marineausführung mit Stützschwimmern, folgte am 21. Mai 1963. Nach einigen Weltrekordversuchen mit den Prototypen und vier Vorserienmaschinen begann im September 1964 die Serienproduktion der SA 321. Die Auslieferung der ersten Maschine an die Marine – Heer und Luftstreitkräfte hatten inzwischen das Interesse verloren – erfolgte im August 1966, wobei jedoch aufgrund eines Absturzes erst ab Ende 1967 mit voller Kapazität gefertigt wurde.
Der SA 321 wird auch oft als „Hummel“ bezeichnet, da der Helikopter schwer, wenig wendig und langsam ist. Neben der Lieferung nach Frankreich wurde der Helikopter in den 1960er-Jahren auch von Israel und Südafrika gekauft. Später stellten auch Libyen (letzte Lieferung 1981), und der Irak die Maschine in Dienst. Zwischen 1975 und 1977 wurden 13 SA 321Ja in die Volksrepublik China ausgeliefert, wo die Changhe Aircraft Factory (später Changhe Aircraft Industries) unter dem Namen Z-8 mit französischer Unterstützung eine Kopie entwickelte, die aber erst ab den 1990er-Jahren in Serie produziert wurde. Diese wurde immer weiter verbessert und bildet heute die Grundlage für Zivilausführung AC313. Selber hatte Sud Aviation Ende März 1965 versuchsweise eine SA 310 auf dem Liniennetz der Sabena im Einsatz, welche zu jener Zeit auch eine Hubschrauberflotte betrieb. Der Versuch sollte erhellen, ob der Typ auch als zivile Version eine Zukunft hätte.
In Frankreich wurde das letzte Exemplar SA 321 offiziell am 30. April 2010 außer Dienst gestellt.

## Varianten

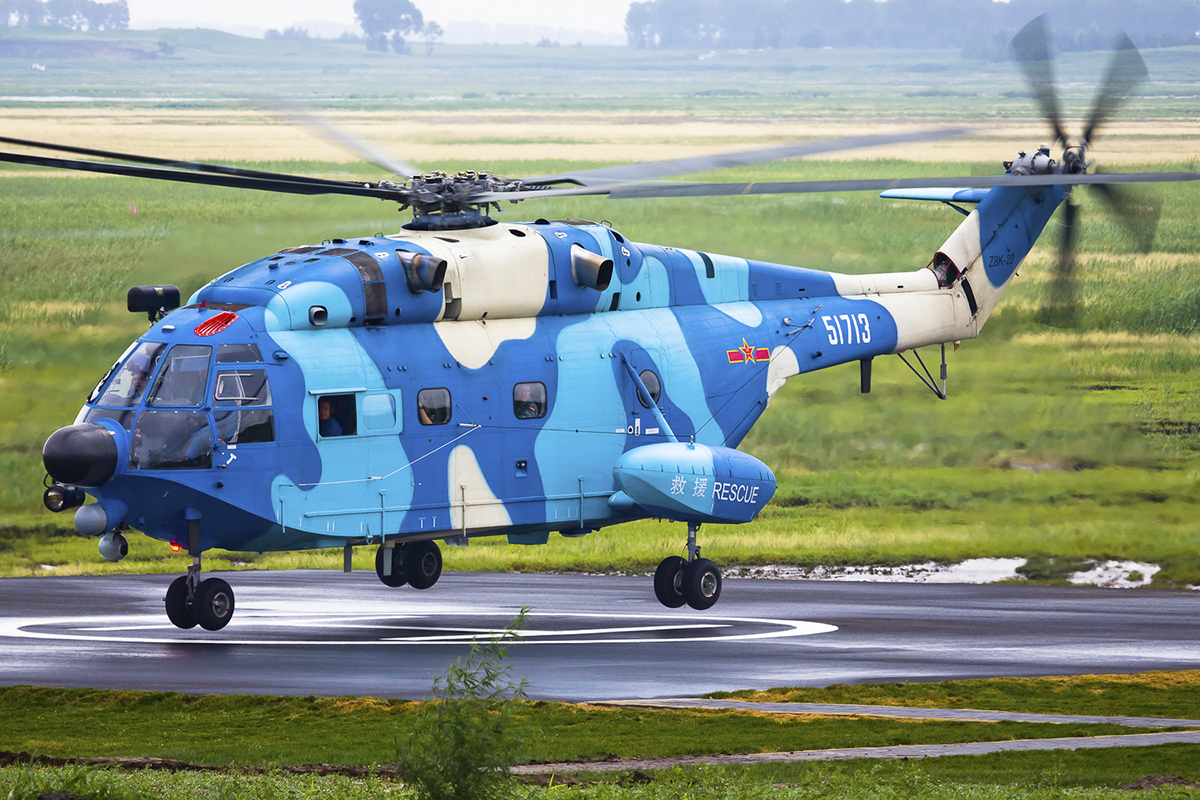
Chinesischer Z-8 im Jahr 2017

S.E. 3200 FrelonVorläufer mit Vierblattrotor, Außentanks und kurzem Heckausleger. Zwei Prototypen gebaut. Erstflug am 10. Juni 1959.
SA 3210 Super FrelonBezeichnung für die völlig neu konstruierte Serienversion. Ausgerüstet mit Turmo-IIIC2-Triebwerken mit 985 kW Leistung. Es wurden zwei Prototypen (SA 321001 – Kennung F-ZWWE, Erstflug 7. Dezember 1962, und SA 3210.02 (Marineversion) – Kennung F-ZWWF, Erstflug 28. Mai 1963) und vier Vorserienmuster für Testzwecke gebaut.
SA 321AVersion für das Heer ohne Schwimmer. Nicht gebaut.
SA 321BTransportversion ohne Schwimmer für die Armée de l’Air. Nicht gebaut.
SA 321CVorschlag für zivilen Transporthubschrauber mit 24 Sitzen. Nicht gebaut.
SA 321DErste Marineversion mit Ausrüstung zur U-Boot-Jagd. Nicht gebaut.
SA 321ETransportversion mit Schwimmern für die Marineflieger. Nicht gebaut.
SA 321FZivile Ausführung für bis zu 37 Passagiere mit geändertem Heck. Erstflug am 7. April 1967. Zwischen 1968 und 1969 setzte Olympic Airways eine Maschine ein.
SA 321GErste Serienausführung mit Turmo-IIIC6 mit 1170 kW Leistung. U-Boot-Jagd-Hubschrauber für die Marine. Erstflug am 30. November 1965. Die Auslieferung begann ab Mitte 1966. 25 Stück (andere Quelle: 24) gebaut.
SA 321GMZweite Serie für Libyen mit Turmo-IIIC7-Triebwerken mit 1200 kW Leistung. Sechs gebaut.
SA 321GVMarineversion für den Irak. 14 gebaut.
SA 321HBezeichnung für die landgestützte Version ohne Schwimmer. Ohne Enteisung und mit Turmo-IIIE6-Triebwerken.
SA 321J/JaZivile Version für bis zu 27 Passagiere oder Lastentransport (4000 kg in der Kabine bzw. 5000 kg Außenlast.) Erstflug am 6. Juli 1967 und Zulassung im Dezember 1971. Zwei verkauft plus 13 (nach anderer Quelle: 16) an China.
SA 321KSerienversion der 321H für Israel mit Schwimmern. 12 Stück (andere Quelle: 16) geliefert. Später mit GE T-58-GE-16-Triebwerken mit 1413 kW Leistung nachgerüstet.
SA 321LSerienversion für Südafrika ohne Radar und Schwimmer. 17 (andere Quelle: 16) gebaut.
SA 321MTransporthubschrauberversion für Libyen. 8 gebaut (andere Quelle: 9).
Z-8Chinesischer Nachbau mit Wuhan-WZ-6-Triebwerken mit 1155 kW Leistung. Erstflug am 11. Dezember 1985. Serienfertigung seit den 1990er-Jahren bei Changhe Aircraft Industries Corp.
Z-8AMilitärische Transportversion für das chinesische Heer. Lieferung ab November 2002
Z-8FWeiterentwicklung mit Pratt & Whitney Canada PT6A-67B-Wellenturbinen mit 1450 kW Leistung. Erstflug im August 2004.
Z-8K/KASAR-Version für das chinesische Heer, Einführung ab 2007.
Z-8JA/JHVersion der Z-8 für Transport- beziehungsweise Medevac-Aufgaben zum Einsatz auf Schiffen.
Z-8 AEW2009 vorgestellte Version mit einem ausklappbaren Radar im Heck.
AC313Zivile Weiterentwicklung der Z-8. Erstflug am 18. Mai 2010 in Jingdezhen

## Technische Daten

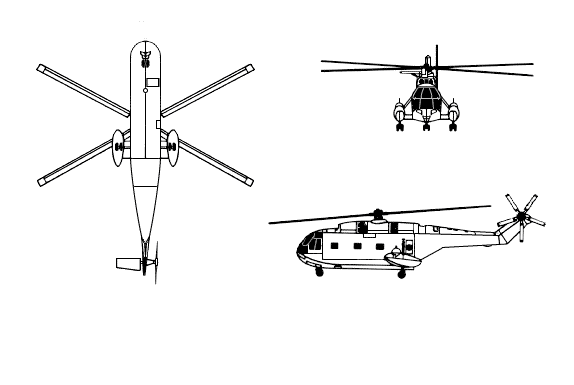
Aérospatiale SA 321

| Kenngröße                  | Daten                                                                    |
| -------------------------- | ------------------------------------------------------------------------ |
| Besatzung                  | 2                                                                        |
| Passagiere                 | 34–37 (SA 321F) 27–30 Soldaten 15 Krankentragen                          |
| Länge                      | 23,03 m bei laufendem Rotor 17,7 m mit gefaltetem Rotor                  |
| Rumpflänge                 | 19,40 m                                                                  |
| Rumpfbreite                | 2,24 m                                                                   |
| Hauptrotordurchmesser      | 18,90 m                                                                  |
| Hauptrotorkreisfläche      | 280,55 m²                                                                |
| Heckrotordurchmesser       | 4,00 m                                                                   |
| Höhe                       | 6,76 m über Heckrotor                                                    |
| Spurweite                  | 4,30 m                                                                   |
| Radstand                   | 6,56 m                                                                   |
| Kabinenabmessungen (L×B×H) | 9,67 m × 1,96 m × 1,80 m (SA 321F) 7,00 m × 1,96 m × 1,80 m (SA 321G/Ja) |
| Leermasse                  | 6.863 kg (SA 321G) 7.540 kg (SA 321F) 7.550 kg (Z-8)                     |
| max. Startmasse            | 13.000 kg (SA 321G) 12.500 kg (SA 321F) 12.075 kg (Z-8)                  |
| Kraftstoffvorrat           | 3.975 l intern + 2 × 500 l interne und 2 × 500 l externe Zusatztanks     |
| Reisegeschwindigkeit       | 240 km/h                                                                 |
| Höchstgeschwindigkeit      | 275 km/h                                                                 |
| max. Steiggeschwindigkeit  | 5 m/s                                                                    |
| Schwebeflughöhe            | 1.950 m (im Bodeneffekt)                                                 |
| Dienstgipfelhöhe           | 3.100 m                                                                  |
| Flugdauer                  | 4 Stunden in der U-Jagd-Rolle                                            |
| Reichweite                 | 620 km mit 3.500 kg Ladung                                               |
| Triebwerke                 | 3 Turbomeca-Turmo-IIIC6-Wellenturbinen mit je 1.140 kW (1.550 PS)        |

## Bewaffnung
beweglich installierte Bewaffnung in der Tür
- 1 × 20-mm-Maschinenkanone Nexter Systems 20M621 auf SH20-Lafette mit 100 Schuss Munition

Kampfmittel an vier externen Außenlaststationen am Rumpf
Luft-Boden-Lenkflugkörper (Anti-Schiffs-Rakete)
- 2 × MBDA AM-39 „Exocet“ – radargesteuert

Torpedos
- 4 × Alliant Techsystems Mk.46-Leichtgewichts-Torpedo (Durchmesser 324 mm)
- 4 × AST/General Electric Mk.44-Torpedo (Durchmesser 324 mm)
- 4 × ET52 ASW-Torpedo (nur China)

Ungelenkte Bomben
- 8 × Seeminen (250 kg)